# Conflits sino-vietnamiens

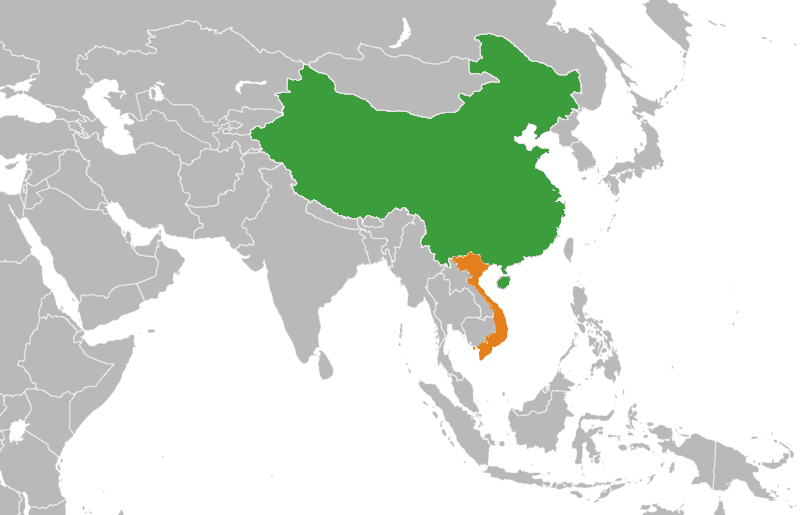
République Populaire de Chine (en vert) et Viêt Nam (orange)

Les conflits sino-vietnamiens de 1979-1990 sont une série d'incidents de frontière survenus entre la Chine et le Vietnam après la guerre sino-vietnamienne du printemps 1979.

## Chronologie
Lorsque les troupes chinoises se retirèrent du Vietnam en mars 1979, la Chine a annoncé qu'elle ne souhaitait pas s'emparer « d'un centimètre carré du territoire vietnamien". En fait, les troupes chinoises occupent 60 km2 de territoire contrôlé par le Viêt Nam avant le déclenchement des hostilités. Dans certains endroits, comme la zone autour de Hữu Nghị Quan, dans la province de Lang Son, les troupes chinoises occupent des territoires sans valeur militaire, mais à valeur symbolique importante. Ailleurs, les troupes chinoises occupent des positions stratégiques comme un tremplin pour attaquer à nouveau le Viêt Nam.
L'occupation chinoise de la zone frontalière vietnamienne marque le début d'une série de combats entre les deux parties pour en prendre le contrôle. Les conflits frontaliers entre le Vietnam et la Chine continuèrent jusqu'en 1988, culminant dans les années 1984-1985. Au début des années 1990, avec le retrait du Viêt Nam du Cambodge et l'effondrement de l'Union soviétique, les relations entre les deux pays sont revenues progressivement à la normale. La Chine s'est progressivement retirée des territoires vietnamiens qu'elle occupait.